# Anastrophyllum leucocephalum
Anastrophyllum leucocephalum là một loài rêu trong họ Anastrophyllaceae. Loài này được Taylor ex Lehm. Stephani mô tả khoa học đầu tiên năm 1893.